# Royaume-Uni au Concours Eurovision de la chanson 1981
Le Royaume-Uni a participé au Concours Eurovision de la chanson 1981 à Dublin, en Irlande. C'est la 24e participation et la 4e victoire du Royaume-Uni à l'Eurovision.
Le pays est représenté par le groupe Bucks Fizz et la chanson Making Your Mind Up, sélectionnés lors d'une finale nationale organisée par la BBC.

## Sélection

### A Song for Europe 1981
La BBC sélectionne l'artiste et la chanson qui représenteront Royaume-Uni au Concours Eurovision de la chanson 1981 au moyen de la finale nationale A Song for Europe (« Une chanson pour l'Europe »).
La finale nationale, présentée par Terry Wogan, a eu lieu le 11 mars 1981 à Londres.
Les chansons sont toutes interprétées en anglais, langue nationale du Royaume-Uni.

#### Finale
| Ordre | Artiste          | Chanson                            | Traduction                        | Points | Place |
| ----- | ---------------- | ---------------------------------- | --------------------------------- | ------ | ----- |
| 1     | Headache         | Not Without Your Ticket (Don't Go) | Pas sans ton ticket (T'en va pas) | 50     | 7     |
| 2     | Gary Benson      | All Cried Out                      | Tout pleuré                       | 63     | 4     |
| 3     | Unity            | For Only a Day                     | Pour un jour seulement            | 38     | 8     |
| 4     | Beyond           | Wish                               | Vœux                              | 67     | 3     |
| 5     | Bucks Fizz       | Making Your Mind Up                | Fais-toi ton avis                 | 97     | 1     |
| 6     | Gem              | Have You Ever Been in Love         | As-tu déjà été amoureux           | 63     | 4     |
| 7     | Lezlee Carling   | Where Are You Now                  | Où es-tu maintenant               | 56     | 6     |
| 8     | Liquid Gold (en) | Don't Panic                        | Pas de panique                    | 70     | 2     |

## À l'Eurovision

### Points attribués par le Royaume-Uni
| 12 points | Suisse    |
| 10 points | Chypre    |
| 8 points  | Grèce     |
| 7 points  | Allemagne |
| 6 points  | Pays-Bas  |
| 5 points  | Danemark  |
| 4 points  | Israël    |
| 3 points  | Belgique  |
| 2 points  | Suède     |
| 1 point   | France    |

### Points attribués au Royaume-Uni
| 12 points           | 10 points                          | 8 points                                        | 7 points | 6 points           |
| ------------------- | ---------------------------------- | ----------------------------------------------- | -------- | ------------------ |
| - Israël - Pays-Bas | - Danemark - Irlande - Yougoslavie | - Belgique - Espagne - Suède - Suisse - Turquie | - France | - Grèce - Portugal |
| 5 points            | 4 points                           | 3 points                                        | 2 points | 1 point            |
| - Luxembourg        | - Allemagne - Autriche - Chypre    | - Finlande - Norvège                            |          |                    |

Les Bucks Fizz interprètent Making Your Mind Up en 14e position, après la Norvège et avant le Portugal. Au terme du vote final, Royaume-Uni termine 1er sur 20 pays avec 136 points.